# Euskotren
Euskotren és la marca comercial de Eusko Trenbideak - Ferrocarriles Vascos, SA, societat pública del Govern Basc creada el 1982, la qual explota algunes línies de ferrocarril situades dins del territori de la Comunitat Autònoma del País Basc, d'acord amb les competències recollides a l'Estatut d'Autonomia de 1979.

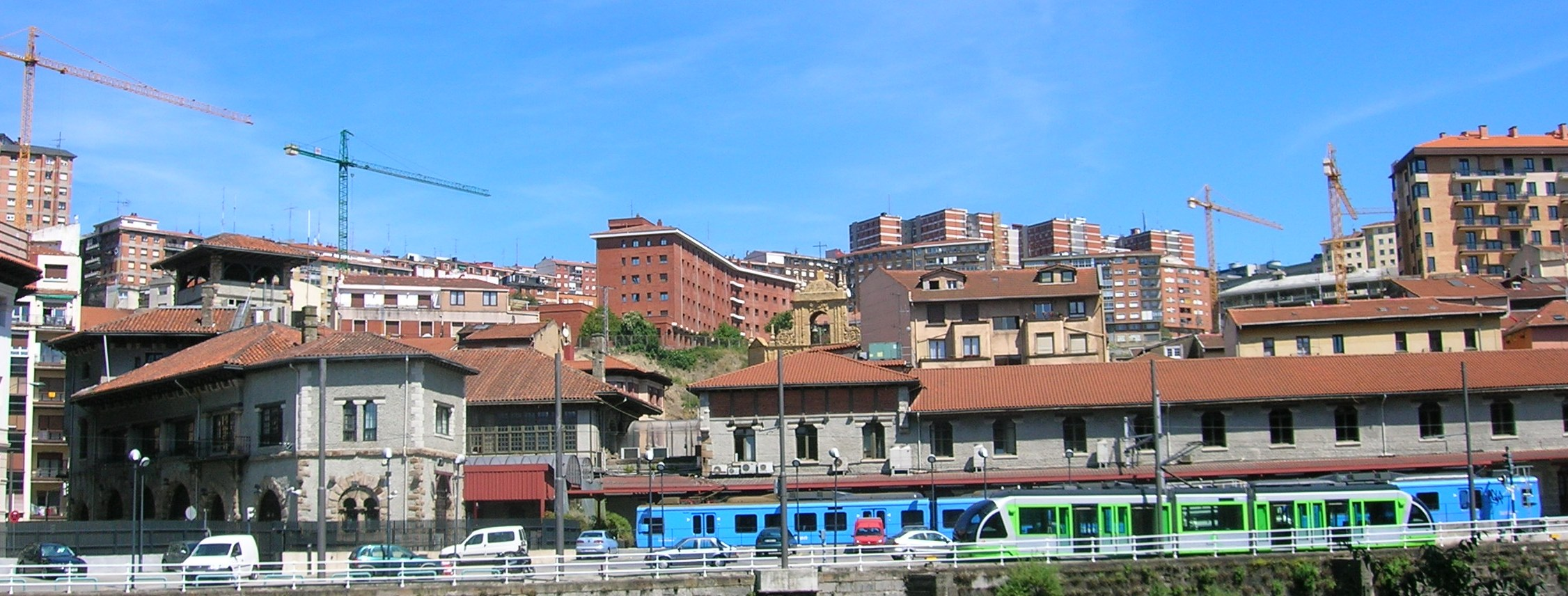
Estació d'Atxuri, Bilbao

També fou la propietària de l'antiga línia de Bilbao-Plentzia, abans explotada per FTS (Ferrocarrils i Transports suburbans de Bilbao), part de l'actual Línia 1 del Metro de Bilbao, des de 1995. Euskotren explota diverses línies d'autobús, així com el Euskotran, o tramvia de Bilbao.
Des de 2006, Euskotren és la marca operadora de l'administrador ferroviari de la xarxa d'infraestructures dels ferrocarrils bascos, un ens públic de dret privat, segons la llei del Parlament basc 6/2004, de 21 de maig de 2006.
A Biscaia ofereix serveix coordinats amb el Consorcio de Transportes de Bilbao, mentre que a Guipúscoa ho fa amb Lurraldebus.

## Línies operades per Euskotren
| Línia | Origen - Destinació           | Nom                                         | Longitud (km) | Estacions |
| ----- | ----------------------------- | ------------------------------------------- | ------------- | --------- |
|       | Bilbo-Matiko - Donostia-Amara | Bilbao-Sant Sebastià                        | 108,670 km    | 42        |
|       | Matiko - Traña                | Duranguesat                                 | 108,670 km    | 17        |
|       | Ermua - Eibar - Azitain       | Tramvia Ermua - Eibar - Elgoibar            | 108,670 km    | 9         |
|       | Zumaia - Amara                | Costa                                       | 108,670 km    | 9         |
|       | Lasarte-Oria - Hendaia        | Topo / Metro de Sant Sebastià               | 28,370 km     | 20        |
|       | Amara - Altza                 | Topo / Metro de Sant Sebastià               | 28,370 km     | 6         |
|       | Kukullaga - Lezama            | Txorierri                                   | 13,170 km     | 16        |
|       | Atxuri - Bermeo               | Urdaibai                                    | 29,194 km     | 21        |
|       | Lasao - Azpeitia              | Tren de vapor (Museu Basc del Ferrocarril)  | 4,888 km      | 2         |
|       | Escontrilla - Larreineta      | Funicular de Larreineta                     | 1,198 km      | 2         |
|       | Lutxana - Sondika             | Lanzadera                                   | -             | 3         |
|       | Kukullaga - Matiko            | Línia 3 delMetro de Bilbao                  | 5,885 km      | 7         |
|       | Matiko - Aireportua           | Prolongament Línia 3 a l'Aeroport de Bilbao | 6,576 km      | 4         |
| TOTAL | TOTAL                         |                                             | 241,184 km    | 86        |

## Línies d'autobús
- Urola Kosta
  - Zumaia - Hospital de Zumarraga
  - Azkoitia - Tolosa
  - Azkoitia - Zarautz
  - Zumaia - Zarautz - Donostia/San Sebastián
  - Orio - Aia
  - Deba - Itziar

- Bajo Deba
  - Mallabia - Ondarroa - Deba (Itziar)
  - Azpeitia - Ermua
  - Soraluze - Hospital de Mendaro
  - Eibar - Elgeta
  - Azitain - Amaña (Udalbus de Eibar)
  - Eibar - Arrate
  - Eibar - Elgoibar Express